# Вулкан Шмидта
Вулкан Шмидта — крупный щитовой вулкан. Последний раз извергался в Голоцене.
Абсолютная высота — 2020 м. Расположен рядом с вулканом Гамчен и Кроноцкой сопкой. В состав входит лава из пирокластикого базальта.